# Feuerland (Schiff)
Das Expeditionsschiff Feuerland (später Penelope) ist eine Ketsch (zweimastiges Segelschiff), die 1927 auf der Werft Krämer, Vagt und Beckmann in Büsum gebaut wurde. Auftraggeber war der ehemalige Marineoffizier und Flieger Gunther Plüschow.

## Eigenschaften
Das Schiff wurde nach den Plänen eines hochseetauglichen Fischkutters gefertigt. Da Plüschow von seinen früheren Reisen die Wetterbedingungen seines zukünftigen Fahrtgebietes kannte, verwendete man für Spanten und Beplankung nur bestes Eichenholz. Jedes Teil ist überdimensioniert. Auf diese Weise wurde eine vielfache Sicherheit „eingebaut“. Enge Spantenabstände (alle 55 cm) und eine 8 cm starke Beplankung am Wasserpass sprechen für sich. Zusätzlich sorgen eine Innenverkleidung und kräftige Stringer für zusätzliche Festigkeit. So gerüstet konnte Plüschow den Stürmen und dem treibenden Gletschereis in den Fjorden Feuerlands begegnen.

## Geschichte

### Feuerland
Im November 1927 startete Gunther Plüschow zu seiner legendären Feuerland-Expedition an die Südspitze Südamerikas. Mit Zwischenstopps in England und Portugal ging es auf die Kanarischen Inseln und von dort weiter über die Kap-Verdischen Inseln und über den Atlantik nach Brasilien. Dort machte Plüschow in verschiedenen Hafenstädten halt und besuchte deutsche Auswanderer in Bahia, Rio de Janeiro und in der deutschen Aussiedlerkolonie Blumenau.
Von Brasilien fuhr er weiter in die Magellanstraße nach Punta Arenas. Dort bekam Plüschow ein kleines Wasserflugzeug, eine Heinkel HD 24W D-1313 mit Schwimmern, geliefert, das zuvor mit dem Dampfer Planet der Reederei F. Laeisz verschifft worden war. Nachdem die einzelnen Bauteile des Flugzeugs in einer kleinen Werft am Rande von Punta Arenas zusammengesetzt waren, flog er zusammen mit seinem Fliegerkameraden und Kameramann Ernst Dreblow als erster Mensch über die Darwin-Kordillere (einen südlichen Ausläufer der Anden) nach Ushuaia. Auf diesem Flug brachte er auch die erste Luftpost in die südlichste Stadt der Welt. Die bei den Flügen entstandenen Aufnahmen waren die ersten ihrer Art und dienten als Grundlage für eine genauere Erforschung dieses bis dahin unbekannten Gebietes. Die Feuerland diente dabei als Basisschiff, das es dem Flieger ermöglichte, nach einer Landung längsseits zu gehen, um das Flugzeug zu betanken. Ohne diese seeseitige Unterstützung wäre ein solches Unternehmen nicht durchzuführen gewesen. Als Tender, Reparaturwerkstatt, Treibstofftransporter und schwimmende „Schutzhütte“ gegen die eisigen Stürme in den Fjorden Feuerlands trug die „Holzpantine“, wie Plüschow sie liebevoll nannte, dazu bei, die Expedition zum Erfolg zu führen.
Anfang 1929 musste Plüschow aus Geldmangel die Expedition beenden. Er verkaufte das Schiff an einen englischen Schafzüchter, der Besitzungen in Argentinien, Chile und auf den Falklandinseln hatte. Nur so konnte er den Treibstoff für die letzten Flüge, die Einlagerung des Flugzeuges und die Rückreise nach Deutschland bezahlen.

### Penelope
Nach dem Verkauf der Feuerland blieben Plüschows Steuermann, Paul Christiansen und der Maschinist Seppl Schmidt an Bord und fuhren die in Penelope umbenannte Ketsch noch bis in die späten 1930er Jahre für die Familie Hamilton. Dabei machte sie mehrere Fahrten zwischen dem chilenischen Festland und den Falklandinseln. Die letzte Fahrt an das südamerikanische Festland fand im Juni 1938 statt.
Nach einem Maschinenschaden lag das Schiff auf und wurde auf einen Strand gesetzt. Erst im Jahr 1946 kaufte die Regierung der Falklandinseln die Penelope und rüstete sie mit einer neuen Maschine aus. Der Falkland Island Dependency Survey (FIDS; Vorgänger-Organisation des heutigen Polarforschungsinstitutes „British Antarctic Survey“) charterte die ehemalige Feuerland, um sie für die Versorgung der subantarktischen Forschungsstationen auf Südgeorgien und den Südlichen Shetlandinseln einzusetzen. Allerdings kamen diese Pläne nie zur Ausführung. Zweifellos aber hätte das Schiff aufgrund seiner Bauweise diesen schwierigen Dienst versehen können.
Da die Falklandinseln in dieser Zeit kein Straßennetz besaßen, setzte die Regierung das Schiff von nun an zur Versorgung der Farmen auf den einzelnen Inseln des Archipels ein. Als das erste Funk-Kommunikationsnetz auf den Falklandinseln errichtet wurde, war es die Penelope, die Funkmasten und Ausrüstung zu den einzelnen Inseln brachte. Später schaffte sie Baumaterial für ein Schlacht- und Kühlhaus nach Fox Bay. Auf diese Weise leistete das Schiff einen wichtigen Beitrag zum Ausbau der Infrastruktur auf den Falklandinseln.
Nach einem erneuten Besitzerwechsel kaufte 1968 schließlich die Falkland Island Company (FIC; Falkland Handelskompanie) das Schiff. Dieses setzte die Penelope hauptsächlich für Schaf- und Wolltransporte zwischen den einzelnen Inseln und deren Hauptstadt Port Stanley ein. Als Ende der 1960er Jahre die Great Britain, die als Kohlenhulk in Sparrow Cove vor Stanley entdeckt und geborgen wurde, angekauft worden war, um als Museumsschiff in Bristol restauriert zu werden, leistete die Penelope viele wertvolle Hilfsdienste bei den Vorbereitungsarbeiten. Nach einer umfassenden Überholung im Jahre 1976 wurden ihr altes Deckhaus und die Niedergänge durch größere, funktionellere Aufbauten ersetzt.
Als 1982 das argentinische Militär die Falklandinseln besetzte, wurde eine Gruppe Schulkinder aus Stanley evakuiert und mit dem Schiff über den Falklandsound gesetzt. Von dort gelangten die Schüler zu ihren Familien auf der westlichen Insel, die von Kampfhandlungen weitestgehend verschont blieb. Kurz darauf requirierte die argentinische Marine das Schiff. Mit einem neuen schwarzen Tarnanstrich diente die Penelope nun als Verbindungsschiff für Truppen- und Treibstofftransporte um Fox Bay. Bei einem dieser Einsätze kam das Schiff unter Artilleriebeschuss einer britischen Fregatte, ein anderes Mal wurde sie aus der Luft von einem britischen Harrier-Jet unter Beschuss genommen. Keiner der argentinischen Marineangehörigen wurde bei diesen Angriffen schwer verletzt.
Nach Ende des Falklandkrieges wurde die Penelope an die FIC zurückgegeben, für die sie noch bis 1989 ihren Dienst versah.
Die Familie Furgerson übernahm das Schiff und nutzte es in einer ähnlichen Weise wie die FIC für Viehtransporte. Erst mit dem Erwerb des Schiffes durch Michael Clarke, den letzten Eigner der Penelope auf den Falklandinseln, durfte die „alte Dame“ einen weniger „anstrengenden“ Dienst versehen. Stationiert auf Westpoint Island brachte die Ketsch von nun an Ornithologen und Wissenschaftler auf die westlich vorgelagerten Inseln, die mit ihren einzigartigen Vogelkolonien eines der artenreichsten Tierparadiese dieser Erde sind.

### Heimkehr

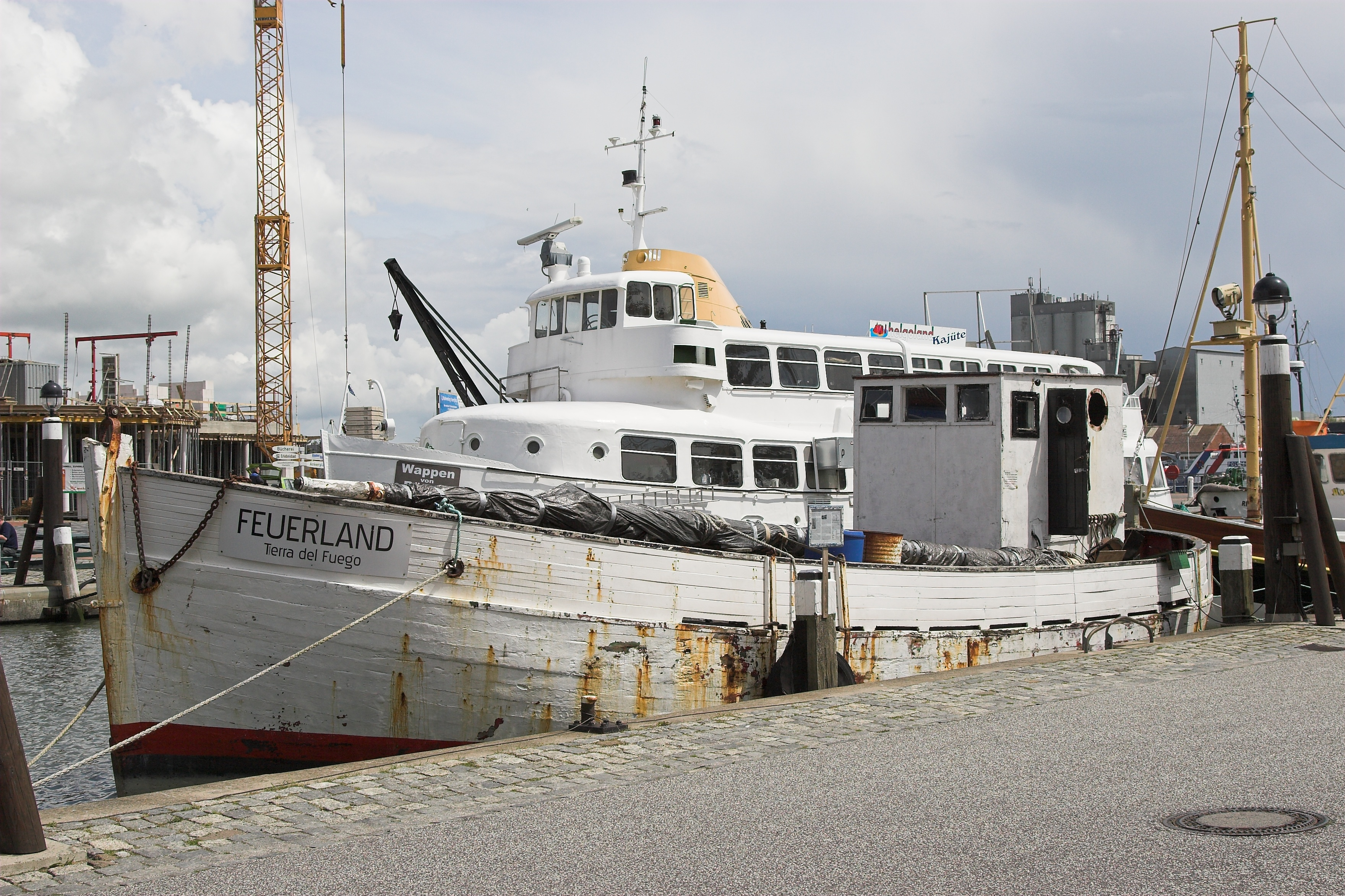
Die Feuerland im Hafen von Büsum (2007)

Während seines Einsatzes als Navigationsoffizier auf einem kleinen Expeditionskreuzfahrtschiff entdeckte der Kapitän auf großer Fahrt Bernd Buchner 2001 das ehemalige Expeditionsschiff Feuerland auf den Falklandinseln.
Nach dem Kauf der Penelope untersuchte „Master Mariner“ Buchner die mittlerweile wieder in Feuerland umbenannte Ketsch auf „Herz und Nieren“. Nach dem Aufslippen war schnell klar, dass die gesamte Eichenbeplankung des Unterwasserschiffes in einem erstaunlich guten Zustand war. Nur wenige Plankenstöße mussten nachkalfatert werden.
Nach weiteren Arbeiten am Schiff beschloss Kapitän Buchner, das Schiff mit eigener Kraft in seine Geburtsstätte Büsum heimzuholen. Es fanden sich fünf Freiwillige, welche Kapitän Buchner an Bord nahm. Den Reiseantritt wagte er im April 2006. Mit an Bord und in die Besatzung integriert war ein zweiköpfiges Kamerateam, das die Reise dokumentieren sollte. Ungeachtet des schlechten Wetters hielt der Eichenholzrumpf bei Windstärken bis zu 7 Beaufort den südatlantischen Seen stand. Das nur aus Oregon-Pechkiefer gezimmerte und mittlerweile altersmarode Deck hielt den übergehenden Seen und den Regenfällen jedoch nicht stand, so dass es in einem unvertretbaren Maße zu lecken begann.
Um das Schiff und die Besatzung keiner weiteren Gefahr auszusetzen, wurde beschlossen, das Schiff auf einem Containerschiff der Reederei Hamburg Süd nach Deutschland zu verschiffen. Ende Juni wurde die Feuerland im Südhafen von Buenos Aires an Bord des 5.552-TEU-Containerschiffes Monte Cervantes genommen und unter dem Kommando von Kapitän Birger Möller nach Hamburg gebracht.
Am 11. August 2006 legte die Feuerland nach fast 79 Jahren wieder im Heimathafen Büsum an. Die weitere Planung sah vor, eine Anerkennung als Landeskulturdenkmal zu erwirken und mit der Hilfe des „Förderkreises Kulturdenkmal Expeditionsschiff Feuerland“ das Schiff in den Originalzustand von 1927 zurückzubauen und zu restaurieren.
Am 20. Dezember 2006 wurde das Expeditionsschiff Feuerland in das Denkmalbuch für die Kulturdenkmale aus geschichtlicher Zeit eingetragen und steht somit unter Denkmalschutz. Am 10. Januar 2007 erfolgte das Aufslippen im Hafen Büsum. Das Schiff war im Rahmen des Museumshafens Büsum als Attraktion zu besichtigen. Darüber hinaus sollte es jedoch fahrklar gehalten werden und an besonderen maritimen Ereignissen wie Kieler Woche, Rum-Regatta, Hanse Sail Rostock, Hamburger Hafengeburtstag oder Sail Bremerhaven teilnehmen.

## Renovierung

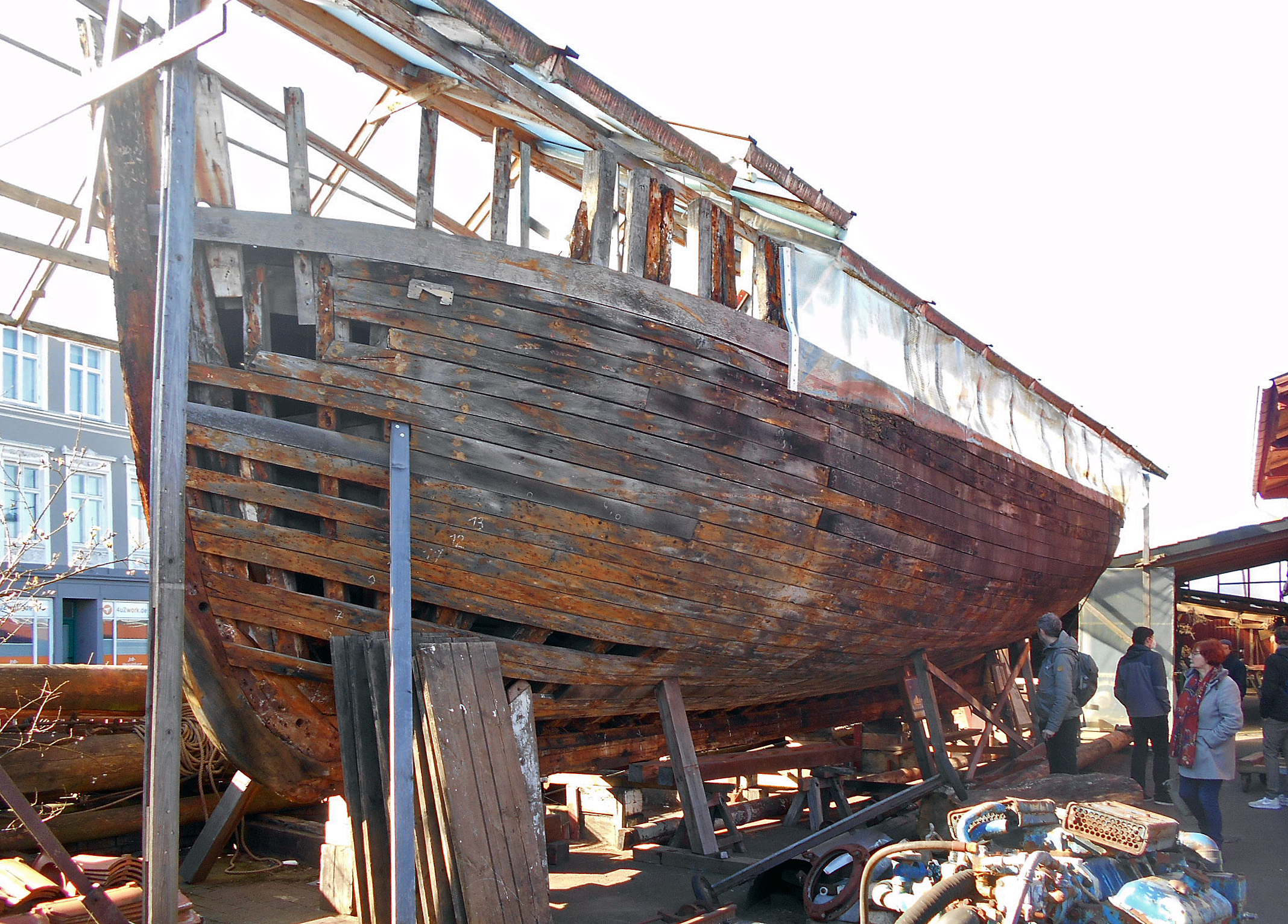
Zustand 2022

Ab dem 5. Oktober 2007 lag die Feuerland auf der Werft des Vereins Jugend in Arbeit e. V. in Hamburg-Harburg. Dort sollte sie zurückgebaut und möglichst originalgetreu restauriert werden. Anfang Mai 2018 begannen Restaurierungsarbeiten in der Museumswerft Flensburg, nachdem sie landwärts von Hamburg nach Flensburg transportiert worden war. Bei den Arbeiten in der Museumswerft wurde deutlich, dass das Schiff in einem so schlechten Zustand ist, dass es von Grund auf neu aufgebaut werden muss.

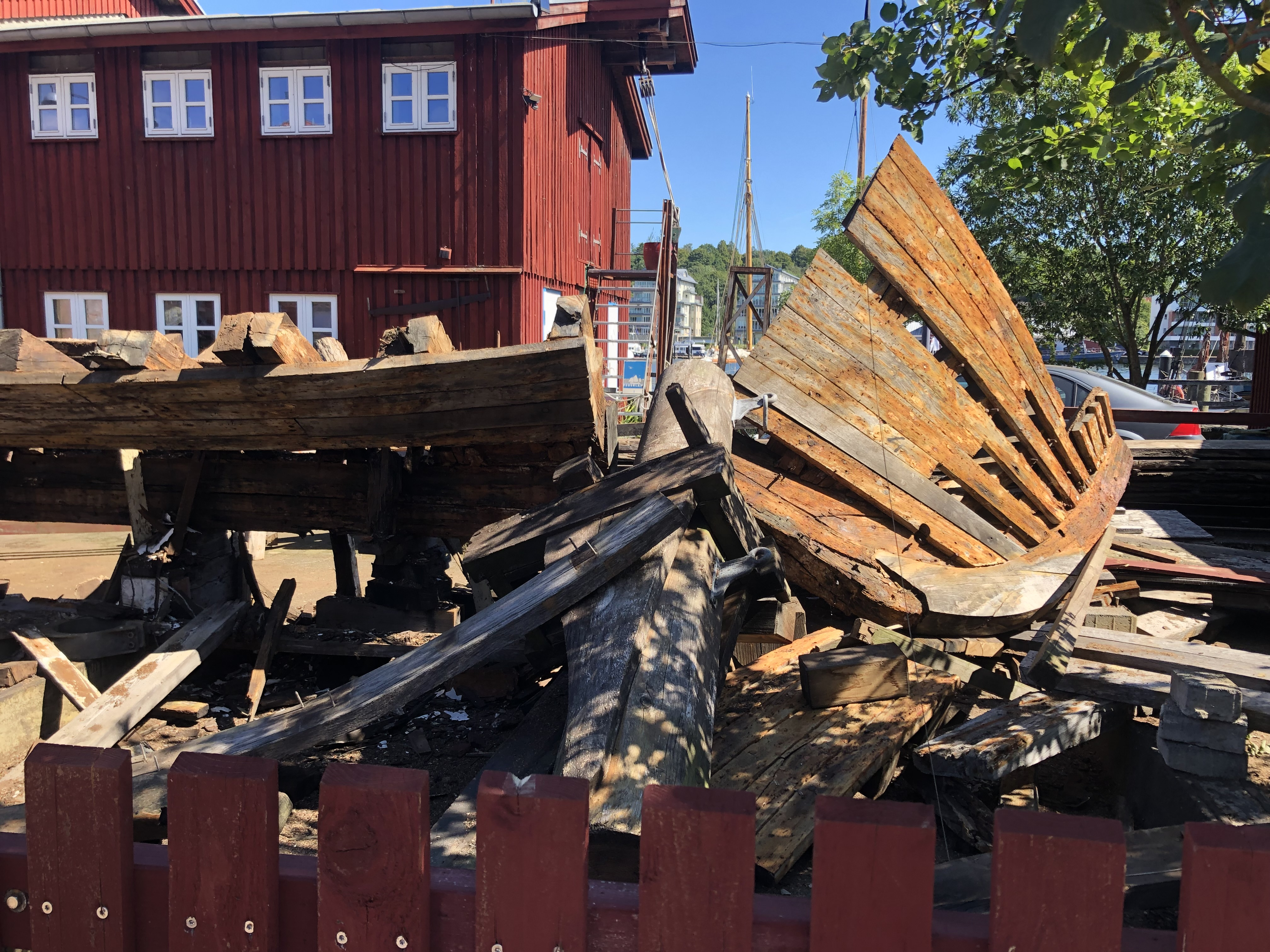
Abwracken 2025

Im August 2025 wurde die Feuerland in Flensburg abgewrackt.